# غويدو كريباكس
غويدو كريباكس (بالإيطالية: Guido Crepax) رسام إيطالي ومؤلف قصص مصورة (ولد يوم 5 يوليو 1933 في ميلان)

## اقرأ أيضاً
- هوغو برات
- دينو باطاليا

## روابط خارجية
- غويدو كريباكس على موقع IMDb (الإنجليزية)
- غويدو كريباكس على موقع ميوزك برينز (الإنجليزية)
- غويدو كريباكس على موقع ديسكوغز (الإنجليزية)
- غويدو كريباكس على موقع قاعدة بيانات الفيلم (الإنجليزية)